# Борисоглебка (Амурская область)
Бори́согле́бка — село в Октябрьском районе Амурской области России. Административный центр Борисоглебского сельсовета.

## География
Село Борисоглебка стоит на правом берегу реки Дим (левый приток Амура).
Дорога к селу Борисоглебка идёт на юго-запад от районного центра Октябрьского района села Екатеринославка через Южный, Панино и Покровку, расстояние — 58 км.
На юг от села Борисоглебка идёт дорога к селу Ильиновка, далее выезд на трассу областного значения Тамбовка — Райчихинск.

## История
Село основано в 1887 году переселенцами из Борисоглебского уезда Тамбовской губернии и было названо в память о покинутой родине.

## Население
| 2002 | 2010 | 2012 | 2013 | 2014 | 2015 | 2016 |
| ---- | ---- | ---- | ---- | ---- | ---- | ---- |
| 358  | ↘213 | ↘209 | →209 | ↗214 | ↘206 | ↘204 |
| 2017 | 2018 |      |      |      |      |      |
| ↗209 | ↘197 |      |      |      |      |      |

## Улицы
- ул. Димская,
- пер. Молодёжный,
- ул. Новая,
- ул. Партизанская,
- ул. Центральная.